# Arboriticus giganteus
Espèce
Arboriticus giganteus est une espèce d'araignées mygalomorphes de la famille des Theraphosidae.

## Distribution
Cette espèce est endémique d'Espírito Santo au Brésil,. Elle se rencontre vers Aracruz.

## Description
La carapace du mâle holotype mesure 18,90 mm de long sur 17,06 mm et l'abdomen 18,82 mm de long sur 11,96 mm et la carapace de la femelle paratype 18,42 mm de long sur 15,81 mm et l'abdomen 25,43 mm de long sur 15,13 mm.

## Systématique et taxinomie
Cette espèce a été décrite par Borges et Bertani en 2025.

## Publication originale
- Borges, Abegg, Paladini & Bertani, 2025 : « A new genus and five new species of arboreal tarantulas (Araneae: Theraphosidae) from Brazil. » Zootaxa, no 5679(4), p. 521-551.